# 飛鳥田神社 (各務原市)
飛鳥田神社（あすかたじんじゃ）は、岐阜県各務原市蘇原清住町にある神社。
美濃国各務郡の式内社、飛鳥田神社である。旧社格は郷社。

## 概略
大化5年（649年）と伝えられている。一説によれば、かつてこの地を蘇我倉山田石川麻呂などの蘇我氏が治めており、「蘇原」の地名は、蘇我氏の領有に由来するといわれている。蘇我氏が大和国飛鳥の神を遷座したと推測される。
延喜式神名帳では正三位飛鳥田神社とされ、江戸時代は飛鳥大明神と称していた。

## 祭神
- 飛鳥田大神

どのような神かは不明。祭神は大中津彦命という説もある。

## 所在地
- 岐阜県各務原市蘇原清住町1丁目105-1

## 交通機関
- 岐阜バス倉知線「清住町1丁目」バス停下車、徒歩5分。
- 各務原市ふれあいバス蘇原線「清住町1丁目」バス停下車、徒歩5分。

## その他
- 飛鳥田神社のある蘇原は、蘇我氏と関係が深い。約1km南東にある加佐美神社の祭神の1柱は蘇我倉山田石川麻呂である。また、蘇我石川麻呂の墳墓（伝蘇我倉山田石川麻呂の墓）や山田寺跡（山田寺塔心礎）なども近い。